# Dan Jones
Dan Jones, född 27 juli 1981 i Reading i Berkshire, är en brittisk författare och historiker. Dan Jones är en uppmärksammad populärhistoriker och hans huvudområde är medeltiden. Dan Jones har skrivit flera böcker, och är programledare för Secrets of Great British Castles, Henry VIII and His Six Wives och Englands blodigaste historia.

## TV-karriär
Dan Jones bok The Plantagenets: The Warrior Kings and Queens Who Made England handlar om släkten Plantagenet och anpassades för TV under namnet Englands blodigaste historia.
Secrets of Great British Castles är en brittisk dokumentärserie i 12 delar som visades under 2015 och hösten 2016 (6 delar per omgång). Han var programledare.
I april 2016 var han programledare för en miniserie om Henry VIII och hans sex fruar, med titeln Henry VIII and His Six Wives.

## Utbildning
Dan Jones studerade på University of Cambridge, hans lärare var David Starkey.